# Monbetsu
Monbetsu (紋別市, Monbetsu-shi) est une ville portuaire située dans la sous-préfecture d'Okhotsk, à Hokkaidō au Japon.

## Géographie

### Localisation
Monbetsu est située sur la côte de la mer d'Okhotsk, dans le nord-est de l'île de Hokkaidō.

### Démographie
En août 2023, la ville de Monbetsu rassemblait une population de 20 490 habitants répartis sur une superficie de 830,67 km2. 

### Topographie
Le Kitami fuji (1 306 m d'altitude) occupe une partie du territoire de Monbetsu.

### Hydrographie
Le lac Komuke se trouve dans l'est de la ville.

### Climat
Monbetsu a un climat continental humide avec des étés chauds et des hivers froids. Les précipitations tombent tout au long de l'année, mais sont plus fortes de juillet à septembre.
| Mois                                             | jan.       | fév.       | mars       | avril      | mai       | juin      | jui.      | août      | sep.      | oct.      | nov.       | déc.      | année      |
| ------------------------------------------------ | ---------- | ---------- | ---------- | ---------- | --------- | --------- | --------- | --------- | --------- | --------- | ---------- | --------- | ---------- |
| Température minimale moyenne (°C)                | −8,7       | −9,4       | −5         | 0,7        | 5,6       | 9,9       | 14,4      | 16,4      | 12,8      | 6,2       | 0          | −6        | 3,1        |
| Température moyenne (°C)                         | −5,2       | −5,3       | −1,2       | 4,6        | 9,6       | 13        | 17,1      | 19,3      | 16,6      | 10,5      | 3,6        | −2,6      | 6,7        |
| Température maximale moyenne (°C)                | −2,3       | −2         | 2,3        | 9          | 14,2      | 16,7      | 20,6      | 22,9      | 20,7      | 14,9      | 7,2        | 0,3       | 10,4       |
| Record de froid (°C) date du record              | −21,8 1985 | −24,7 1978 | −22,7 1956 | −11,2 1975 | −3,3 1958 | −0,3 1973 | 4,3 1983  | 5,6 1971  | 1,6 1964  | −2,2 1970 | −11,8 1987 | −17 2012  | −24,7 1978 |
| Record de chaleur (°C) date du record            | 8,8 2010   | 12,6 1960  | 18,7 2018  | 30,8 1998  | 37 2019   | 32,7 2010 | 36,3 1978 | 35,2 1994 | 34,2 2002 | 27,9 1987 | 22,4 2003  | 16,5 1989 | 37 2019    |
| Ensoleillement (h)                               | 98,7       | 114,2      | 160,1      | 174,7      | 179,3     | 154,7     | 143,2     | 145       | 157,3     | 149,3     | 103,5      | 95,2      | 1 675,2    |
| Précipitations (mm)                              | 44,4       | 33,2       | 35,4       | 45,7       | 58,4      | 69,8      | 108,6     | 122       | 127,6     | 88,1      | 64,6       | 59,3      | 860,8      |
| dont neige (cm)                                  | 87         | 77         | 62         | 16         | 1         | 0         | 0         | 0         | 0         | 0         | 21         | 75        | 338        |
| Nombre de jours avec précipitations              | 11,1       | 9,8        | 9,1        | 8,3        | 8,5       | 9,4       | 10        | 9,9       | 10,8      | 9,9       | 11         | 11,6      | 119,4      |
| dont nombre de jours avec précipitations ≥ 10 mm | 0,7        | 0,6        | 0,8        | 1,2        | 2         | 2,5       | 3,2       | 3,8       | 3,6       | 2,4       | 1,8        | 1,3       | 24         |
| Humidité relative (%)                            | 73         | 73         | 70         | 67         | 73        | 83        | 85        | 83        | 77        | 71        | 70         | 71        | 75         |
| Nombre de jours avec neige                       | 18,7       | 16,3       | 14,5       | 3,8        | 0,3       | 0         | 0         | 0         | 0         | 0,1       | 5,3        | 15,8      | 74,6       |

| Diagramme climatique                                  |            |           |          |             |             |               |             |               |             |          |           |
| J                                                     | F          | M         | A        | M           | J           | J             | A           | S             | O           | N        | D         |
| −2,3−8,744,4                                          | −2−9,433,2 | 2,3−535,4 | 90,745,7 | 14,25,658,4 | 16,79,969,8 | 20,614,4108,6 | 22,916,4122 | 20,712,8127,6 | 14,96,288,1 | 7,2064,6 | 0,3−659,3 |
| Moyennes : • Temp. maxi et mini °C • Précipitation mm |            |           |          |             |             |               |             |               |             |          |           |

## Histoire
Monbetsu a acquis le statut de ville en 1954.

## Économie
L'économie de Monbetsu dépend en grande partie de la pêche, dont celle du crabe, qui est considéré comme le meilleur par les Japonais.

## Jumelage
- Fairbanks (États-Unis)
- Newport (États-Unis)
- Korsakov (Russie)

## Personnalités liées à la municipalité
- Keizaburō Tejima (né en 1935), illustrateur, graveur sur bois et auteur japonais de livres illustrés